# Microrregión de Votuporanga
La microrregión de Votuporanga es una de las microrregiones del estado brasilero de São Paulo perteneciente a la Mesorregión de São José do Río Preto. Tiene una población de 139.475 habitantes (IBGE/2010) y está dividida en nueve municipios. Posee un área total de 3.208,7 km².

## Municipios
La microrregião de Votuporanga es una de las microrregiones del estado brasilero de São Paulo perteneciente a la Mesorregión de São José do Río Preto. Tiene una población de 139.475 habitantes (IBGE/2010) y está dividida en nueve municipios. Posee un área total de 3.208,7 km².
- Álvares Florence
- Américo de Campos
- Cardoso
- Cosmorama
- Parisi
- Pontes Gestal
- Riolândia
- Valentim Gentil
- Votuporanga